# Шар около Дубны

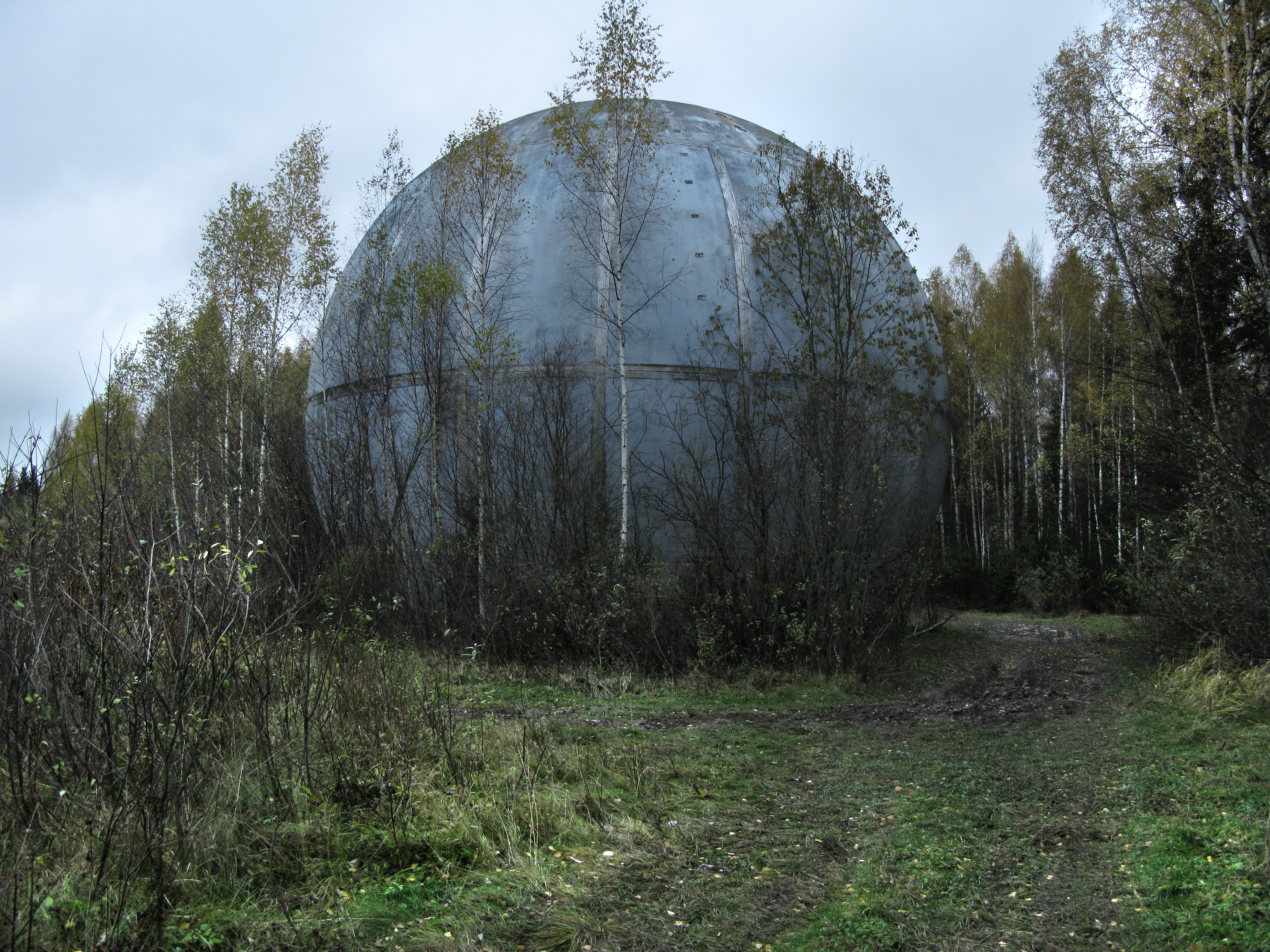
Сравнение с высотой деревьев

Шар около Дубны — полый шар диаметром около 18 метров в лесу, расположенный на территории Кимрского района Тверской области рядом с деревней Игнатово, недалеко от Дубны.
Зимой 2021 года разрушился — по разным предположениям, в результате перепада температур, пропила в конструкции большого окна, сочетания этих факторов либо целенаправленного уничтожения.

## Описание объекта
Шар был изготовлен из стеклопластика сотовой структуры, смонтирован из двухслойных панелей и представлял собой усечённую снизу сферу, прочно прикреплённую к земле. Первоначально он представлял собой радиопрозрачное укрытие, используемое для защиты антенны от метеорологических воздействий, например, радиолокационной станции в системе противоракетной обороны.
Изначально имел два отверстия: круглое наверху и фигурное, напоминающее по форме замочную скважину, сбоку. Доступа внутрь с поверхности земли не было. Для входа в шар в своё время был прорублен небольшой проём на уровне роста человека. Шар был настолько огромен, что проём не мешал формированию звука — основной особенности этого объекта.
Внутри шара было просторно, в результате чего туристы могли гулять внутри, экспериментируя со звуком (внутри шара была необычная акустическая среда) или рассматривая свод этого сооружения. По нижнему краю, изнутри, к шару болтами привинчена металлическая полоса. К полосе, на небольшом расстоянии друг от друга, болтами прикреплены двойные металлические колья, вбитые в землю (или стержни, уходящие в бетонное основание). Этих кольев много, они прикреплены к полосе вдоль всей окружности соприкосновения сферы с землёй.
Особые акустические свойства шара использовали и музыканты. 18 февраля 2012 года в шаре прошёл акустический концерт, собравший около сотни зрителей. В программе прозвучали гитары, балалайка, баян, скрипки, укулеле, флейта, вокал и стихи. Также в концерте приняли участие танцоры, часть номеров сопровождала видеопроекция. В 2018 году группа ЭД9М записала в шаре песню «Вологодская»[значимость факта?].

## Версии появления
Публиковалось множество версий, объясняющих появление шара. По одной из них шар упал из-за обрыва троса в ходе его транспортировки вертолётом, однако она не объясняет наличие у шара металлических креплений. По другой версии, распространявшейся в СМИ, шар — ложная мишень на случай вражеской атаки по системам ПВО.
В 2020 году в прессе была опубликована ещё одна версия: экс-сотрудник «Тверьгражданпроекта» Алексей Васильев рассказал, что вокруг шара в 1980-е годы планировали расположить экспериментальный посёлок Минобороны с домами из фибробетона в форме чечевичных зёрен. Сам же шар был опущен на землю вертолётом и представлял собой радиопрозрачное укрытие, которое предлагалось оборудовать под зону отдыха с танцполом и одним или несколькими горизонтальными перекрытиями.
Эти сведения подтвердил и инженер-электронщик из Дубны Леонид Симансков. По его словам, посёлок в 1986 году начинало строить оборонное предприятие ЦКБ «Алмаз» под руководством Валентина Ефремова совместно с тверскими проектировщиками. Проект предусматривал сооружение шестигранных домиков с тремя входами, а в радиопрозрачном куполе, который доставил на место вертолёт, планировалось обустроить киноконцертный зал, разделенный на сектора.

## Разрушение шара
В 2014 году в шаре была устроена фотосессия с участием автомобиля. Чтобы завезти технику внутрь, в нём было пропилено большое отверстие, предположительно, нарушившее конструкцию объекта. Зимой 2021 года, когда морозы резко сменились потеплением, шар не выдержал и развалился надвое.

## Фотогалерея

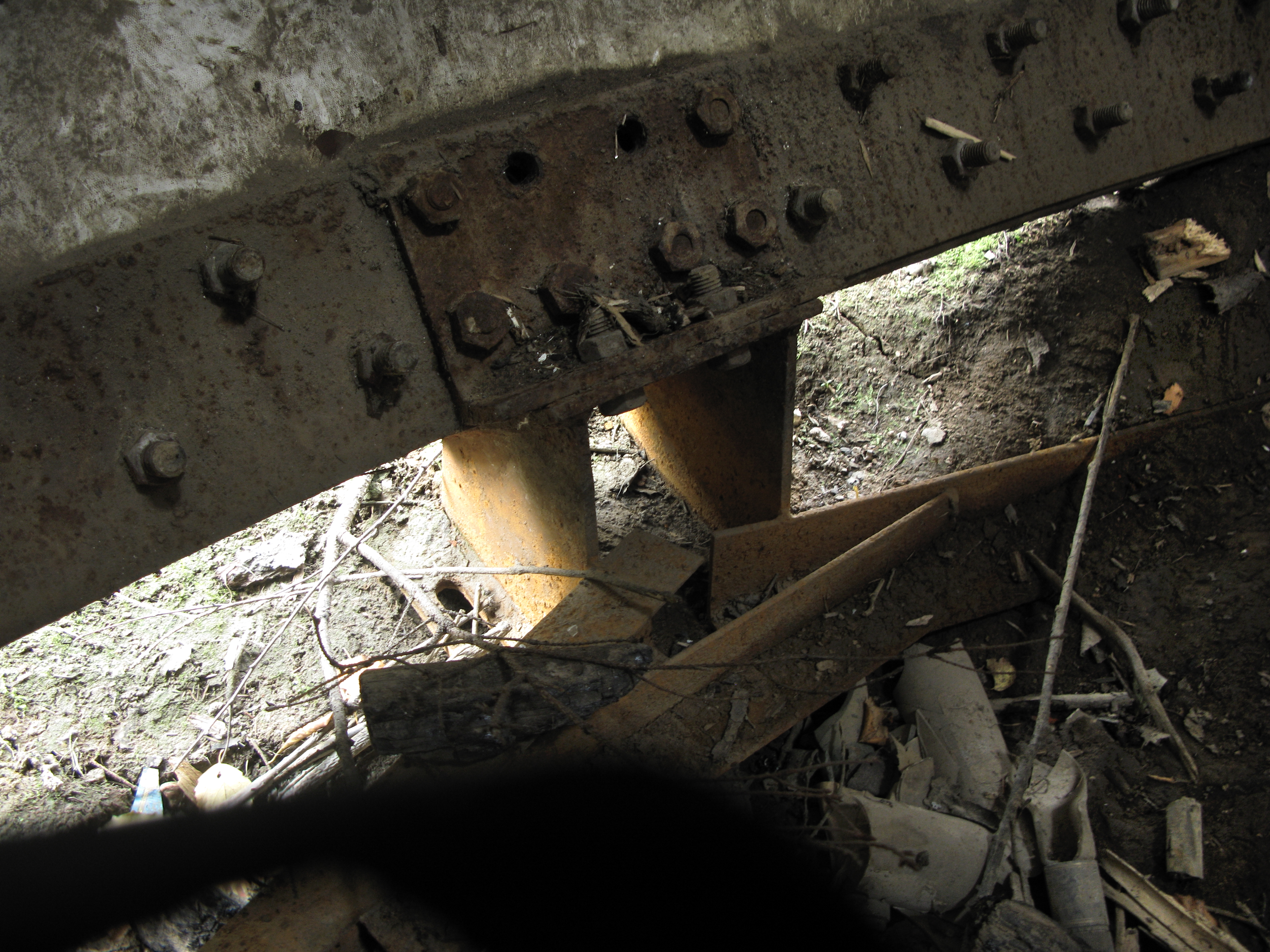
Фрагмент крепления шара к основанию
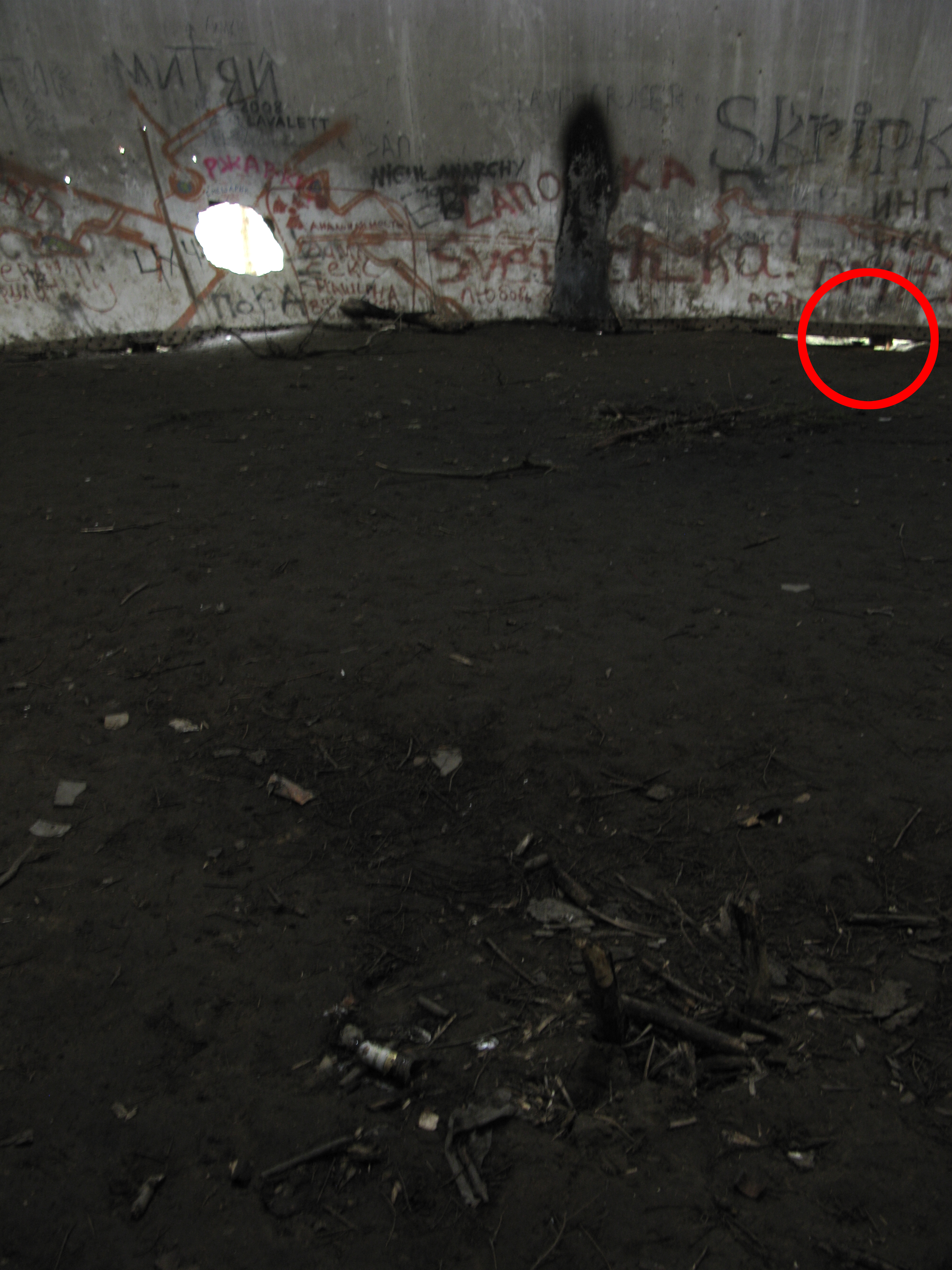
Вид внутри шара. Отмечено место снимка части крепления
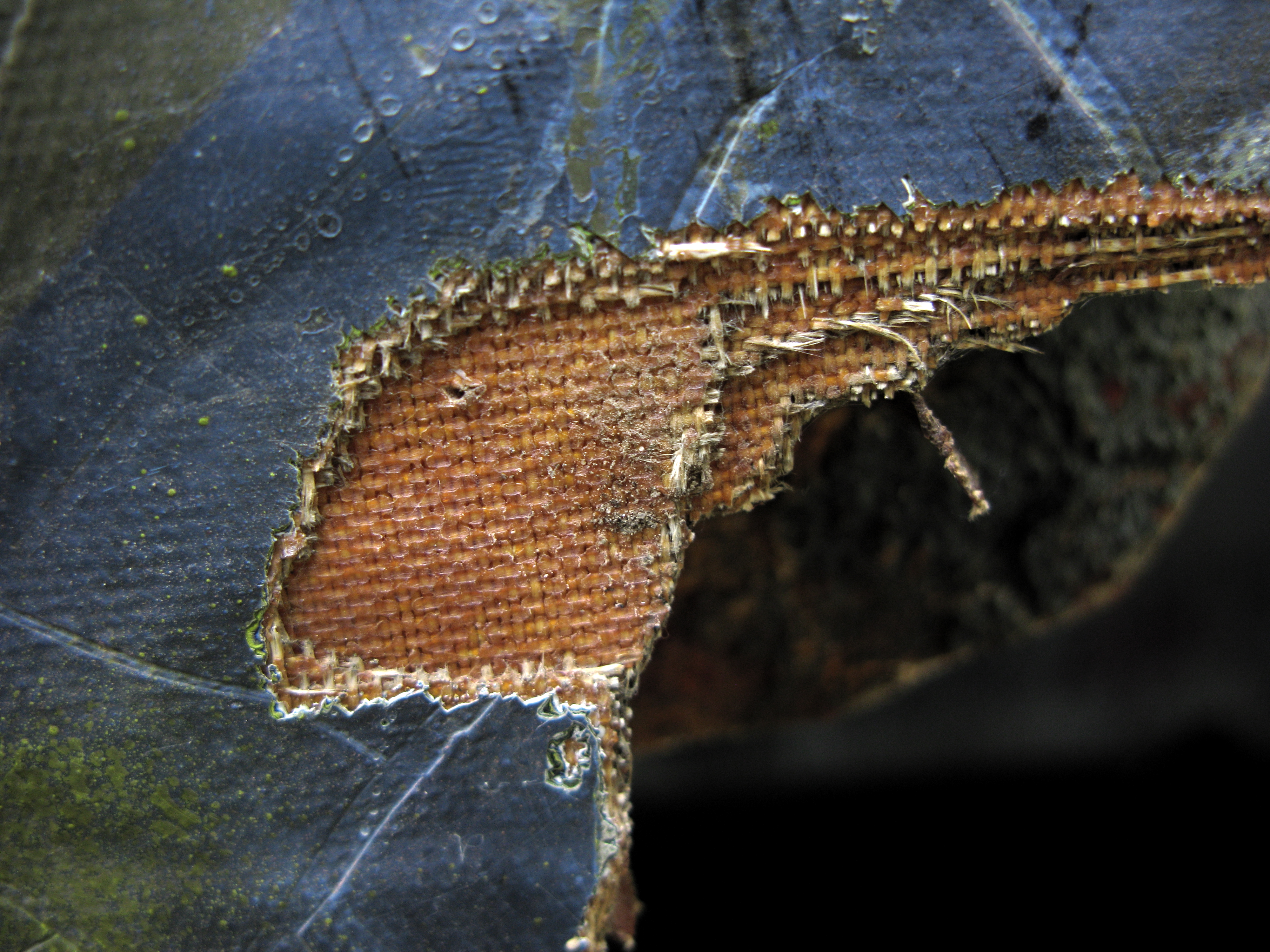
Крупный план материала, из которого сделан шар
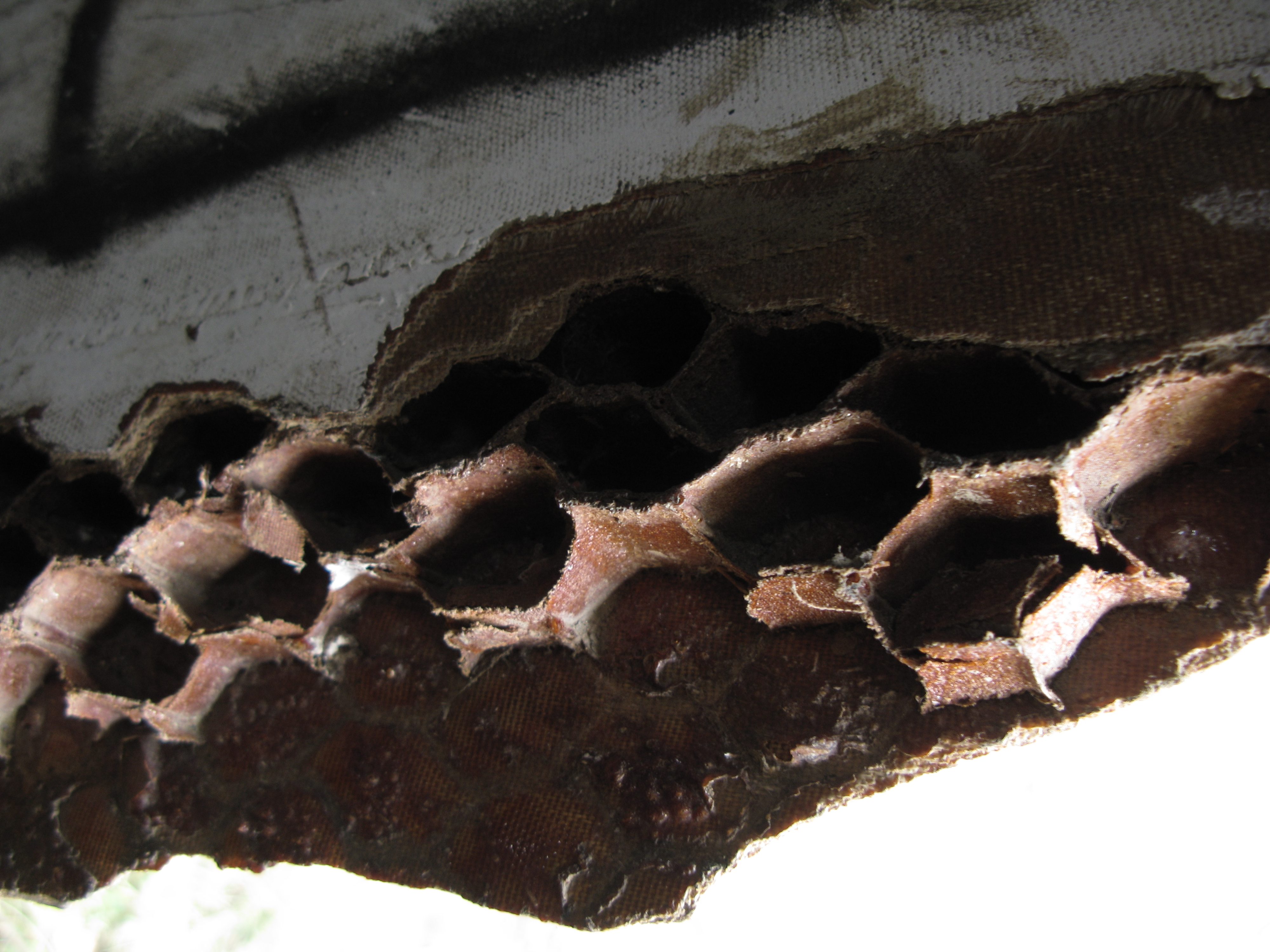
Устройство стен шара
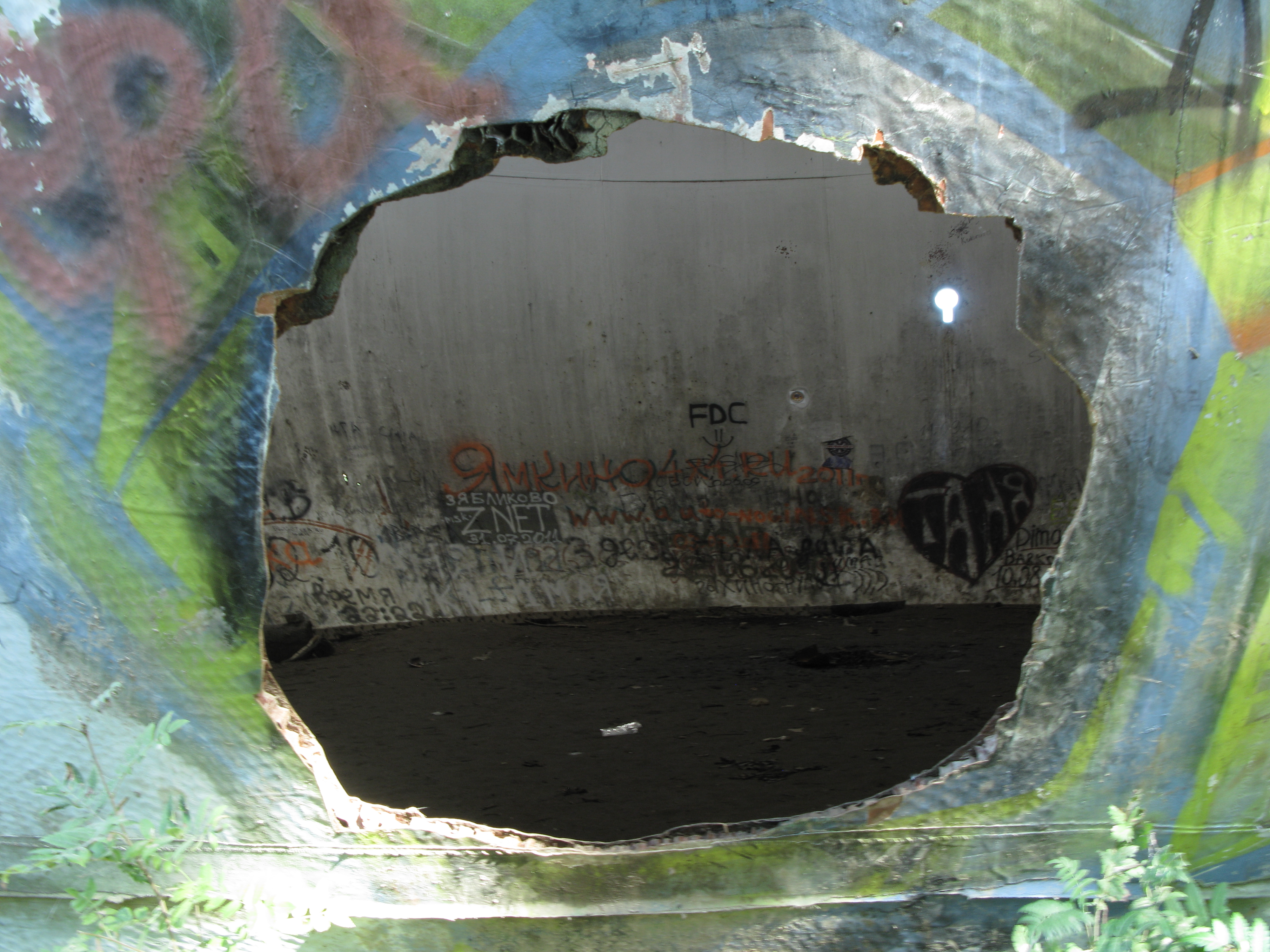
Вход в шар
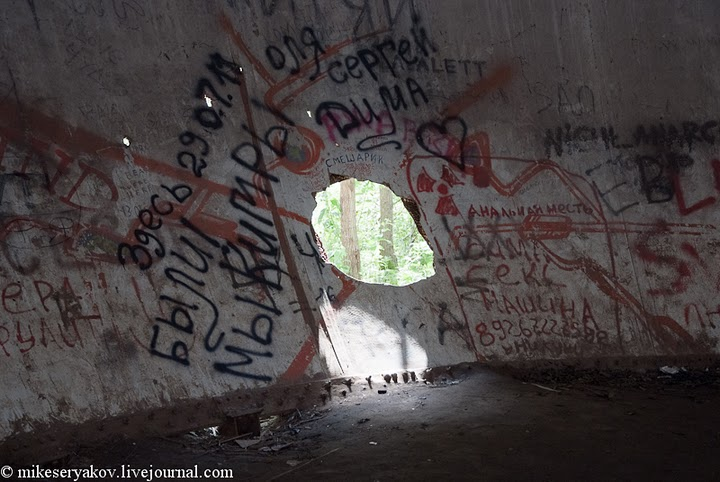
Граффити на стенах